# Гершвин, Айра
А́йра Ге́ршвин (англ. Ira Gershwin; 6 декабря 1896, Нью-Йорк, США— 17 августа 1983, Беверли-Хиллз, США) — американский поэт-песенник, брат известного композитора Джорджа Гершвина. В сотрудничестве с братом создал множество популярных бродвейских постановок, наиболее знаменитой из которых является опера «Порги и Бесс». После смерти Джорджа Гершвина сотрудничал с композиторами Гарольдом Арленом, Куртом Вайлем, Джеромом Керном и др. В списке 100 лучших песен из американских фильмов за 100 лет (по версии Американского института киноискусства, 2004 год) имеется четыре песни, чьи тексты были написаны Айрой Гершвином (по числу упоминаний в этом списке он уступил лишь Оскару Хаммерстайну).

## Биография
Настоящее имя — Израэл Гершовиц (англ. Israel Gershovitz). Родился в Нью-Йорке 6 декабря 1896. Его родители, Моррис (Мойша) и Роза Гершовиц, изменили фамилию на Гершвин задолго до того, как их дети стали знаменитыми. В молодости Айра был застенчивым, проводил много времени за книгами, однако и в школе, и в колледже он активно сотрудничал с несколькими школьными журналами и газетами. В 1914 году окончил школу Townsend Harris High School, после чего поступил в Городской колледж Нью-Йорка, который, однако, не закончил.
Поначалу Айра работал кассиром на предприятии своего отца. Лишь в 1921 году он входит в мир музыкального бизнеса, написав текст для постановки «Две девочки в синем» (англ. Two Little Girls in Blue) композитора Винсента Юманза. Постановка была хорошо принята критикой и позволила Гершвину успешно войти в театральные круги с первой попытки. Поначалу Айра использовал псевдоним Артур Фрэнсис (англ. Arthur Francis), от которого отказался в 1924 году. В 1926 году женился на Леоноре Странски (англ. Leonore Strunsky).
С 1924 года Айра начинает сотрудничать со своим братом Джорджем. Их первым бродвейским хитом стал мюзикл «Lady, Be Good!». Впоследствии они создали больше десятка популярных постановок, а также написали музыку и тексты для четырёх фильмов. К числу их наиболее знаменитых работ следует отнести оперу «Порги и Бесс», песни «The Man I Love», «Fascinating Rhythm», «Someone to Watch Over Me», «I Got Rhythm» и «They Can’t Take That Away from Me». Их сотрудничество продолжалось до внезапной смерти Джорджа в 1937 году. После смерти брата Айра практически ничего не писал в течение трёх лет.
Впоследствии Айра сотрудничал с такими известными композиторами, как Джером Керн (фильм «Девушка с обложки»), Курт Вайль («Куда мы отсюда пойдём?» и Lady in the Dark) и Гарольд Арлен («Звезда родилась», Life Begins at 8:40). Провал постановки Park Avenue в 1946 году (созданной в соавторстве с композитором Артуром Шварцем) привёл к тому, что она стала своеобразным прощанием Айры с Бродвеем. В 1947 году он отобрал 11 песен, написанных Джорджем, но никогда не публиковавшихся, написал для них новые тексты и включил их в фильм «Ужасная мисс Пилгрим». Последним заметным вкладом Айры в музыку стали тексты для фильма Kiss Me, Stupid (1964), хотя большинство критиков считают последней его значительной работой фильм «Звезда родилась» (1954). С середины 1960-х годов он окончательно отошёл от творчества.
Благодаря стараниям американского певца, пианиста и музыковеда Майкла Фейнстейна, который сотрудничал с Айрой Гершвином в последние годы жизни поэта, некоторые из неопубликованных произведений братьев Гершвинов были опубликованы и исполнены уже после смерти Айры.
Скончался 17 августа 1983 года в Беверли-Хиллз. Похоронен на кладбище Уэстчестер-Хиллз в Гастингсе-на-Гудзоне (штат Нью-Йорк).

## Награды и признание
Три песни Айры Гершвина — «They Can’t Take That Away From Me» (1937), «Long Ago and Far Away» (1944) и «The Man That Got Away» (1954) — были номинированы на Премию «Оскар» за лучшую песню к фильму, однако, ни одна из них не получила этой награды.
Вместе с Джорджем Кауфманом и Морри Рискиндом в 1932 году Айра Гершвин получил Пулитцеровскую премию за драматическое произведение для театра (за мюзикл Of Thee I Sing).
В 1988 году Калифорнийским университетом в Лос-Анджелесе была учреждена Премия имени Джорджа и Айры Гершвинов за прижизненные музыкальные достижения (в 1936 году братья адаптировали одну из песен мюзикла Strike Up the Band, создав тем самым боевую песню «Strike Up the Band for UCLA», которую они и подарили растущему университету). Лауреатами этой премии стали Анджела Лэнсбери (1988), Рэй Чарльз (1991), Бернадетт Питерс (1995), Фрэнк Синатра (2000), Стиви Уандер (2002), Джеймс Тейлор (2004), Бёрт Бакарак (2006) и другие известные исполнители.
4 июня 1998 года на Аллее Славы была открыта звезда Айры Гершвина.
В 2004 году Американский институт киноискусства опубликовал список 100 лучших песен из американских фильмов за 100 лет; в этом списке имеется четыре песни, чьи тексты были написаны Айрой Гершвином (по числу упоминаний в этом списке он уступил лишь Оскару Хаммерстайну).
В 2007 году Библиотекой Конгресса была учреждена Гершвиновская премия, названная в честь братьев Гершвинов. Первыми удостоенными этой награды стали Пол Саймон, Стиви Уандер и Пол Маккартни.

## Произведения

### Мюзиклы и оперы

#### Созданные в соавторстве с Джорджем Гершвином
- A Dangerous Maid
- Primrose
- Lady, Be Good
- Tip-Toes
- Oh, Kay!
- Strike Up the Band
- Funny Face
- Rosalie
- Treasure Girl
- Show Girl
- Girl Crazy
- Of Thee I Sing
- Pardon My English
- Let ’Em Eat Cake
- «Порги и Бесс»
- Crazy for You
- Nice Work If You Can Get It

#### Созданные в соавторстве с другими композиторами
- Ladies First
- The Sweetheart Shop
- Two Little Girls in Blue
- For Goodness Sake
- Molly Darling
- Captain Jinks
- Shoot the Works
- Life Begins at 8:40
- Thumbs Up!
- Lady in the Dark
- The Firebrand of Florence
- Park Avenue

### Наиболее известные песни
- «But Not for Me»
- «Embraceable You»
- «I Can’t Get Started»
- «I Got Rhythm»
- «The Man I Love»
- «They Can’t Take That Away from Me»
- «Someone to Watch over Me»
- «’S Wonderful»
- «The Man That Got Away»
- «Strike Up the Band»
- «Sunny Disposish»

### Участие в создании фильмов
В общей сложности песни на стихи Айры Гершвина звучат в более чем трёхстах фильмах. Полный их перечень доступен на сайте imdb.com.